# Hycleus affinis
Hycleus affinis es una especie de coleóptero de la familia Meloidae.

## Distribución geográfica
Habita en Senegal y Sierra Leona.